# Janthina exigua
Janthina exigua är en snäckart som beskrevs av Jean-Baptiste Lamarck 1816. Janthina exigua ingår i släktet Janthina och familjen Janthinidae. Inga underarter finns listade i Catalogue of Life.